# Chapelle Saint-Ariès de Bollène
La chapelle Saint-Ariès de Bollène est situé à Bollène, dans le Vaucluse.

## Historique
La chapelle Saint-Ariès, qui date du XIe siècle, est inscrite au titre des monuments historiques depuis le 23 avril 1981. Il s'agit d'une propriété privée, non ouverte au public.

## En savoir plus